# Perognathus fasciatus
Perognathus fasciatus — гризун з роду Perognathus, родини Гетеромісові.

## Морфологічні особливості

### Морфометрія
Розміри тварин репродуктивного віку для канадської частини ареалу: загальна довжина 115—143 мм, хвіст 51—69 мм, задні ступні 15—19 мм, вуха 7—8 мм, вага 8.9—13.7 гр. Самці й самиці схожі за розміром і зовнішнім виглядом.

### Опис
Має довгий хвіст і відносно довгі задні ступні. Має велику голову з великими темними очима й малими вухами. Кремово-жовтувато-коричнювата смуга відділяє білий низ від темнішого й більш оливкового хутра на спині. На спині також розкидані чорні волоски. Підлітки мають злегка сіру спину. Іноді зустрічаються меланісти. Є світлі кільця навколо очей і світлі клапті позаду кожного вуха. Хвіст двоколірний, тої ж довжини, що й тіло. Зубна формула 1/1, 0/0, 1/1, 3/3, загалом 20 зубів.

## Середовище проживання
Країни проживання: Канада (Альберта, Манітоба, Саскачеван), США (Колорадо, Монтана, Небраска, Північна Дакота, Південна Дакота, Юта - Можливо вимерли, Вайомінг). Цей вид зустрічається в різних пустельних і напівпустельних піднесених місцях проживання (як правило, з рідкісною рослинністю) з пухким від піщаного до глинястого ґрунтом.

## Життя

### Звички
У першу чергу тварина їсть насіння бур'янів. Вона може їсти трохи комах на початку літа. Транспортує їжу в широких щічних сумках і зберігає її в підземних камерах. У Канаді вид, здається, залишається в норі з середини жовтня до середини квітня; періоди спокою, ймовірно, чергуються з періодами активності в цей час. У першу чергу ці тварини одиночні. Хижаки: сови, ласки і борсуки.

### Життєвий цикл
Сон і пологи відбуваються в підземних норах. Вагітність триває близько чотирьох тижнів. Молодь народжується з середини травня по липень або серпень. Більшість досліджень вказують два приплоди на рік. Середній розмір виводку 4—6.